# Stapfiella
Stapfiella (лат.) — род деревянистых растений, распространённый в Бурунди, Руанде, Республике Конго, Демократической Республике Конго, Танзании, Уганде, Замбии. По разным данным, относится к семейству Страстоцветные или к семейству Тёрнеровые.
Род назван в честь австрийского ботаника Отто Штапфа.

## Ботаническое описание
Кустарники, до 3 м высотой. Листья черешковые, эллиптические, опушённые; прилистники очень короткие.
Цветки в пазушных или конечных тирсах. Чашечка 2—5 мм длиной; чашелистики снизу сросшиеся, каждый с нектарником. Лепестки 2—7 мм длиной, белые или жёлтые, снизу приросшие к трубке чашечки. Тычиночные нити снизу приросшие к нектарникам; пыльники прикрепляются к основанием. Рыльца слабо лопастные. Плоды 1(2)-семянные, вскрываются с верхушки.

## Виды
Род включает 6 видов:
- Stapfiella claoxyloides Gilg typus[1]
- Stapfiella lucida Robyns
- Stapfiella muricata Staner
- Stapfiella ulugurica Mildbr.
- Stapfiella usambarica J.Lewis
- Stapfiella zambesiensis R.Fern.